# ایالت‌های اتریش
اتریش یک جمهوری فدرال است که از ۹ ایالت (به آلمانی: Länder) تشکیل شده‌است. از آنجایی که Land همچنین کلمه آلمانی برای «کشور» است، اصطلاح Bundesländer (به معنای واقعی کلمه ایالت‌های فدرال) اغلب به جای آن برای جلوگیری از ابهام استفاده می‌شود. قانون اساسی اتریش از هر دو اصطلاح استفاده می‌کند. ایالت‌های اتریش می‌توانند قوانینی را تصویب کنند که در محدوده قانون اساسی باقی بماند و هر ایالت نمایندگانی در پارلمان اصلی اتریش دارد.

## جغرافیا
بخش عمدهٔ ایالت‌های اتریش علیا، اتریش سفلی، وین و بورگنلند در دره دانوب واقع شده‌است و بنابراین تقریباً به‌طور کامل از زمین‌های قابل دسترسی و حاصلخیز تشکیل شده‌است. در مقابل، پنج ایالت دیگر این کشور در رشته‌کوه‌های آلپ واقع شده‌اند. به همین دلیل این ایالت‌ها برای کشاورزی نسبتاً نامناسب هستند. همچنین زمین‌های این مناطق برای صنایع سنگین و تجارت راه دور نسبتاً نامطلوب است. بنا به دلایل مذکور، جمعیت جمهوری اتریش کنونی، از دوران ماقبل تاریخ در چهار ایالت یادشده متمرکز بوده‌است. پرجمعیت‌ترین ایالت اتریش، ایالت-شهر وین است که قلب تنها کلان‌شهر اتریش محسوب می‌شود. اتریش سفلی با وجود اینکه حومهٔ وین را در بر می‌گیرد، از نظر تراکم جمعیت در رتبهٔ چهارم قرار دارد. این به دلیل این است که مناطق وسیعی از زمین‌های این ایالت عمدتاً کشاورزی است. ایالت آلپ تیرول، ایالت کمتر آلپی اما از نظر جغرافیایی دورافتاده‌تر کارینتیا، و ایالت غیرآلپی اما تقریباً منحصراً کشاورزی؛ و بورگنلند، کم‌تراکم‌ترین ایالت‌های اتریش هستند. ایالت کوهستانی ثروتمند فورارلبرگ به دلیل اندازهٔ کوچک، مکان ایزوله و فرهنگ آلمانیش متمایز آن، نامتعارف به‌شمار می‌رود.
فهرست زیر از سازمان آمار اتریش، جمعیت ایالات را در ۱ ژانویه ۲۰۱۵ مشخص می‌کند. مساحت‌ها برحسب کیلومتر مربع، تراکم جمعیت بر حسب نفر در هر کیلومتر مربع بیان بیان شده‌است. طبق تعاریف این آمار، یک شهر جامعه‌ای است که طبق قانون اتریش به عنوان شهر تعریف شده‌است. همچنین «شهرستان» جامعه‌ای است که توسط قانون به عنوان «شهر» شناخته نمی‌شود. بسیاری از شهرهای اتریش دارای جمعیتی در حدود ده هزار نفر هستند. برخی از آنها حتی کوچکترند.
| رتبه جمعیتی | ایالت                         | مرکز        | جمعیت (ژانویه ۲۰۲۰) | مساحت (کیلومتر مربع) | تراکم جمعیت (ساکن در کیلومتر مربع) | شهرها | شهرستان‌ها |
| ----------- | ----------------------------- | ----------- | ------------------- | -------------------- | ---------------------------------- | ----- | --------- |
| 1           | وین (وین)                     | وین (وین)   | ۱٬۹۱۱٬۷۲۸           | ۴۱۵                  | ۴٬۶۰۶٫۶                            | ۱     | ۰         |
| 2           | اتریش سفلی (Niederösterreich) | سانکت پولتن | ۱٬۶۸۴٬۶۲۳           | ۱۹٬۱۷۸               | ۸۷٫۸                               | ۷۶    | ۴۹۷       |
| 3           | اتریش علیا (Oberösterreich)   | لینز        | ۱٬۴۹۰٬۳۹۲           | ۱۱۹۸۲                | ۱۲۴٫۴                              | ۳۲    | ۴۱۰       |
| 4           | اشتایرمارک (Steiermark)       | گراتس       | ۱٬۲۴۶٬۵۷۶           | ۱۶٬۴۰۱               | ۷۶٫۰                               | ۳۵    | ۲۵۲       |
| 5           | تیرول (Tirol)                 | اینسبروک    | ۷۵۷٬۸۵۲             | ۱۲۶۴۸                | ۵۹٫۹                               | ۱۱    | ۲۶۸       |
| 6           | Carinthia (Kärnten)           | کلاگنفورت   | ۵۶۱٬۳۹۰             | ۹٬۵۳۶                | ۵۸٫۹                               | ۱۷    | ۱۱۵       |
| 7           | سالزبورگ                      | سالزبورگ    | ۵۵۸٬۴۷۹             | ۷٬۱۵۴                | ۷۸٫۱                               | ۱۱    | ۱۰۸       |
| 8           | فورارلبرگ                     | برگنز       | ۳۹۷٬۰۹۴             | ۲۶۰۱                 | ۱۵۲٫۷                              | ۵     | ۹۱        |
| 9           | بورگنلند                      | آیزنشتات    | ۲۹۴٬۴۶۶             | ۳٬۹۶۵                | ۷۴٫۳                               | ۱۳    | ۱۵۸       |

## سیاست
نه ایالت (Bundesländer) اتریش به ترتیب حروف الفبا عبارتند از:
| نشان ملی | ایالت (Bundesland) | پایتخت      | فرماندار (Landeshauptmann) | متصدی                  | حزب | ائتلاف               |
| -------- | ------------------ | ----------- | -------------------------- | ---------------------- | --- | -------------------- |
|          | بورگنلند           | آیزنشتات    | فرماندار بورگنلند          | هانس پیتر دوسکوزیل     | SPÖ | SPÖ                  |
|          | کارنتیا            | کلاگنفورت   | فرماندار کارینتیا          | پیتر قیصر              | SPÖ | SPÖ، ÖVP             |
|          | اتریش پایین        | سانکت پولتن | فرماندار اتریش سفلی        | یوهانا میکل لایتنر     | ÖVP | ÖVP، SPÖ، FPÖ        |
|          | سالزبورگ           | سالزبورگ    | فرماندار سالزبورگ          | ویلفرد هاسلائور جونیور | ÖVP | ÖVP، Grüne , NEOS    |
|          | استایر             | گراتس       | فرماندار اشتایر            | هرمان شوتزنهوفر        | ÖVP | ÖVP، SPÖ             |
|          | تیرول              | اینسبروک    | فرماندار تیرول             | گونتر پلاتر            | ÖVP | ÖVP، گرونه           |
|          | اتریش علیا         | لینز        | فرماندار اتریش علیا        | توماس استلزر           | ÖVP | ÖVP، FPÖ، SPÖ، Grüne |
|          | وین                | وین         | شهردار وین                 | مایکل لودویگ           | SPÖ | SPÖ، NEOS            |
|          | فورارلبرگ          | برگنز       | فرماندار فورارلبرگ         | مارکوس والنر           | ÖVP | ÖVP، گرونه           |

## فدرالیسم و قدرت‌های ایالتی
هر ایالت اتریش دارای یک مجلس قانونگذار منتخب به نام Landtag و یک دولت ایالتی (Landesregierung) به ریاست فرماندار (<i id="mwAWs">Landeshauptmann</i> یا <i id="mwAWw">Landeshauptfrau</i>) است. انتخابات هر پنج سال یکبار (شش سال در اتریش علیا) برگزار می‌شود. قانون اساسی ایالتی، به‌همراه موارد دیگر، روند تخصیص کرسی‌های دولت ایالتی به احزاب سیاسی را تعیین می‌کند. اکثر ایالت‌ها دارای سیستم نمایندگی متناسب با تعداد نمایندگان در لندتاگ هستند. Landeshauptmann توسط Landtag انتخاب می‌شود، اگرچه در عمل فرماندار رهبر اکثریت حزب یا ائتلاف در Landtag است.
وین، پایتخت اتریش، علاوه بر این که یک شهر است؛ نقش مضاعف «بوندسلند» را نیز ایفا می‌کند. شهردار دارای رتبهٔ فرماندار ایالتی است، در حالی که شورای شهر به عنوان Landtag نیز عمل می‌کند. با این حال، طبق قانون اساسی شهرداری، تجارت شهری و ایالتی باید از هم جدا باشد. از این رو، در حالی که شورای شهر و لندتاگ دارای اعضای یکسانی هستند، جلسات جداگانه‌ای برگزار کرده و هرکدام از این ارگان‌ها دارای یک رئیس جداگانه است. در جلسهٔ شورای شهر، نمایندگان فقط می‌توانند به امور شهر بپردازند. هنگامی که جلسه در در قامت یک Landtag برگزار می‌شود؛ نمایندگان فقط مجاز به پرداختن به امور ایالتی هستند.
از آنجایی که در اتریش به ایالت‌ها اختیارات قانونگذاری کمی داده شده‌است؛ فدرالیسم در اتریش عمدتاً تئوری قلمداد می‌شود. قانون اساسی فدرال در ابتدا تمام اختیارات قانونگذاری را به ایالت‌ها اعطا کرده بود، اما بسیاری از این اختیارات متعاقباً سلب شد و در حال حاضر تنها تعداد کمی باقی مانده‌است. از این میان می‌توان به برنامه‌ریزی کدهای منطقه‌بندی، حفاظت از طبیعت، شکار، ماهی‌گیری، کشاورزی، حفاظت از جوانان، برخی مسائل عمومی. بهداشت و رفاه و حق اخذ برخی مالیات‌ها اشاره نمود.
همهٔ موضوعات دیگر، از جمله قوانین جزایی، قانون مدنی، حقوق شرکت‌ها، بیشتر جنبه‌های قانون اقتصادی، دفاع، بیشتر مسائل آموزشی و دانشگاهی، مخابرات و همچنین بخش بزرگی از سیستم مراقبت‌های بهداشتی توسط قوانین فدرال تنظیم می‌شوند. همچنین هیچ نظام دادگستری‌ای در ایالت‌ها وجود ندارد، زیرا قانون اساسی فدرال، نظام دادگستری را به عنوان یک موضوع منحصراً فدرال تعریف کرده‌است. این تمرکز از سیستمی تاریخی پیروی می‌کند که در آن قدرت مرکزی در زمان امپراتوری عمدتاً در وین متمرکز بود.
با این حال، فرماندار ایالت (Landeshauptmann) مسئول اداره بسیاری از قوانین اداری فدرال در داخل ایالت مربوط است. به همین دلیل این پست به یک موقعیت سیاسی مهم تبدیل شده‌است. علاوه‌بر این، صلاحیت‌های ایالتی شامل قوانین منطقه‌بندی، مسائل برنامه‌ریزی و تدارکات عمومی در سطح منطقه‌ای است که وزن قابل‌توجهی به سیاست دولت می‌افزاید. به عنوان مثال، مواردی وجود داشته‌است که ایالت‌ها توانسته‌اند پروژه‌های مورد تأیید دولت فدرال را مسدود کنند. برای نمونه یک تونل راه‌آهن که قرار بود در زیر Semmering ساخته شود.
ایالت‌های اتریش به‌طور رسمی و عملی دارای درجهٔ خودمختاری بسیار کمتری نسبت به ایالت‌های آمریکایی یا آلمانی هستند. با این حال، اتریشی‌ها تمایل دارند که با شور و اشتیاق با سرزمین مربوط خود همذات‌پنداری کنند و اغلب از حکومت مستقل کمی که ایالت‌هایشان دارند دفاع می‌کنند. اینکه اتریشی‌ها خود را به عنوان مثال اول تیرولی و سپس اتریشی بدانند، بی‌سابقه نیست.

## توسعهٔ تاریخی
مرزهای ایالت‌های کنونی براساس سرزمین‌های سلطنتی اتریش-مجارستان برپا شده‌اند. اتریش-مجارستان یک قلمرو چندقومی گسترده بود؛ که هستهٔ آلمانی زبانِ آن، با نام «جمهوری اتریش» پس از انحلال سلطنت دوگانه در پایان جنگ جهانی اول پدیدار شد.
ایالت‌های اتریش علیا و اتریش سفلی اساساً معادل آن چیزی هستند که از سال‌های ۱۷۸۳ و ۱۷۸۴ دو نیمهٔ خودمختار آرشیدوک‌نشین اتریش بودند. این شاهزاده‌نشین مرکز تاریخی امپراتوری را تشکیل می‌داد. سالزبورگ با دوک‌نشین سابق اتریش-مجارستان سالزبورگ (شاهزاده-اسقف اعظم سابق) هم‌ارز است. به همین ترتیب، ایالت کارینتیا از دوک‌نشین کارنتیا، ایالت اشتایریا از دوک‌نشین اشتایرا، و ایالت تیرول از کنت‌نشین تیرول منشأ می‌گیرد. زمانی که اتریش به شکل کنونی پدیدار شد، این کشورها مجبور شدند بخشی از سرزمین‌های‌شان را به ایتالیا و یوگسلاوی واگذار کنند. ایالت فورآرلبرگ از سال ۱۸۶۱ بخشی نیمه‌خودمختار از شهرستان تیرول محسوب می‌شود.
دولت‌شهر وین تا سال ۱۹۲۱ بخشی از اتریش سفلی بود. ایالت بورگنلند از منطقه‌ای عمدتاً آلمانی زبان تشکیل شده‌است که پادشاهی مجارستان تا سال ۱۹۲۱ و پس از جنگ جهانی اول، و در پی معاهدات تریانون و سن ژرمن آن لایه؛ مجبور به واگذاری آن به جمهوری اول اتریش شد.